# Katedrála Nejsvětější Trojice (Tbilisi)
Katedrála Nejsvětější Trojice v Tbilisi (gruzínsky: თბილისის წმინდა სამების საკათედრო ტაძარი - Tbilisis cminda samebis sakatedro tadzari), běžně nazývaná Sameba (gruzínsky: სამება – Sameba, v překladu Nejsvětější Trojice) je chrám v Tbilisi, hlavním městě Gruzie, dostavěný v roce 2004. 

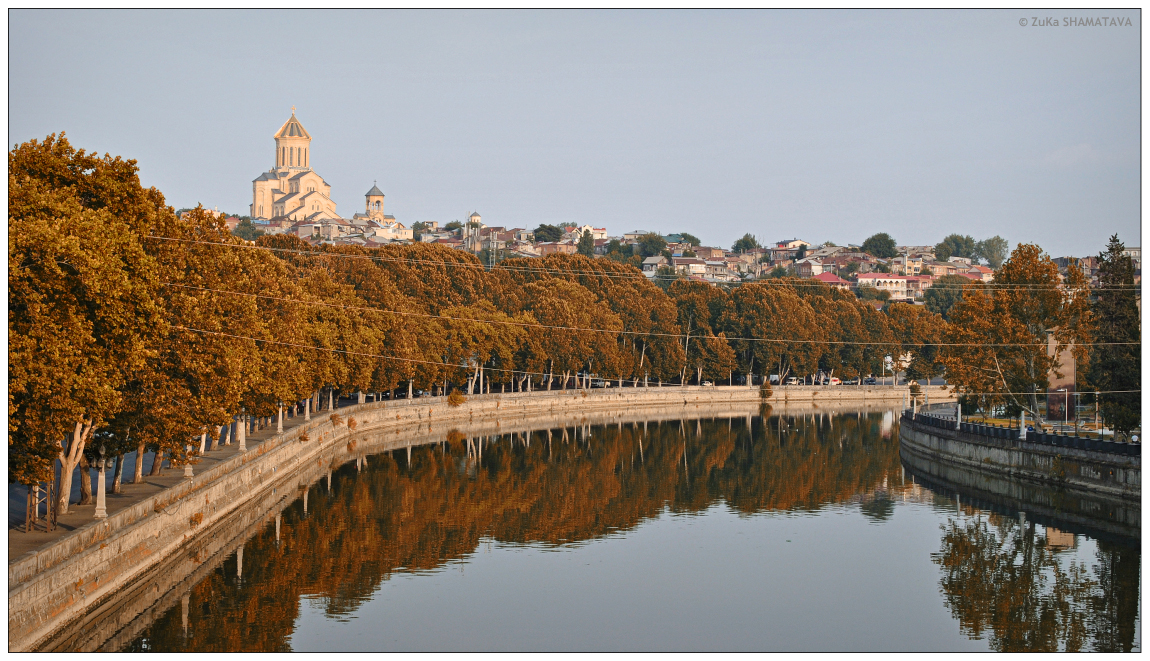
Pohled od řeky Kury

Jedná se o největší a nejvyšší chrám v Gruzii a rovněž třetí nejvyšší východní ortodoxní katedrálu na světě, a to po katedrálách Krista Spasitele v Moskvě (103 m) a Svatého Izáka v Petrohradě (101,5 m).
Katedrála stojí v centru Tbilisi, na vyvýšenině na levém břehu řeky Kury (gruzínsky მტკვარი Mtkvari) v blízkosti starého města. Na devítihektarovém pozemku se nachází též rezidence patriarchy Gruzínské pravoslavné církve a arcibiskupa Mcchety-Tbilisi, klášter a vysoká teologická škola.

## Historie
Myšlenka postavit novou katedrálu se objevila v roce 1989 v souvislosti s výročím 1500 let od autokefality Gruzínské pravoslavné církve a současně 2000 let od narození Krista. Rok 1989 byl současně klíčovým rokem národního probuzení ze sovětské nadvlády. V květnu 1989 vypsali patriarcha Gruzínské pravoslavné církve a tbiliský magistrát mezinárodní tendr na projekt „Katedrály Nejsvětější Trojice“. V prvním kole žádný vítěz vybrán nebyl, ačkoliv bylo předloženo přes sto návrhů.
Nakonec byl vybrán návrh architekta Archila Mindiašviliho. Následné bouřlivé období občanských válek a nepokojů v Gruzii oddálilo realizaci tohoto velkolepého plánu o šest let, takže základní kámen byl položen až 23. listopadu 1995. Stavba katedrály byla prezentována jako „symbol gruzínské národní a duchovní obnovy“ a byla sponzorována povětšinou anonymními příspěvky občanů a některých podnikatelů. Na svátek Svatého Jiří dne 23. listopadu 2004 byla katedrála vysvěcena patriarchou Gruzínské pravoslavné církve a arcibiskupem Iliou II. v přítomnosti vysokých kněží ortodoxních i jiných církví a politických představitelů.
Pozemek pro komplex nové katedrály byl vybrán na místě rozlehlého hřbitova, nejstaršího arménského hřbitova v Tbilisi, zvaného Chodživank (arménsky Խոջիվանք; gruzínsky ხოჯივანკი, Chodživank; rusky Ходживанк), též zvaného Chodžavank (arménsky Խոջավանք, Chodžavank) nebo Arménský pantheon v Tbilisi (vzhledem k významnému počtu zde pohřbených význačných Arménů). Součástí Chodživanku byl též arménský kostel Svaté Boží Matky zničený za sovětské éry včetně náhrobků tak, že areál byl přeměněn na městský park. Arménské zdroje namítají, že se na hřbitově nacházelo ještě 90 tisíc arménských náhrobků, když byla stavba katedrály zahájena. K žádným dodatečným pohřbům nedošlo, ačkoliv se vykopané kosti a náhrobky povalovaly na staveništi katedrály. Protestní akce postup stavebních prací dočasně pozdržely, ale posléze se opět ve stavbě pokračovalo.

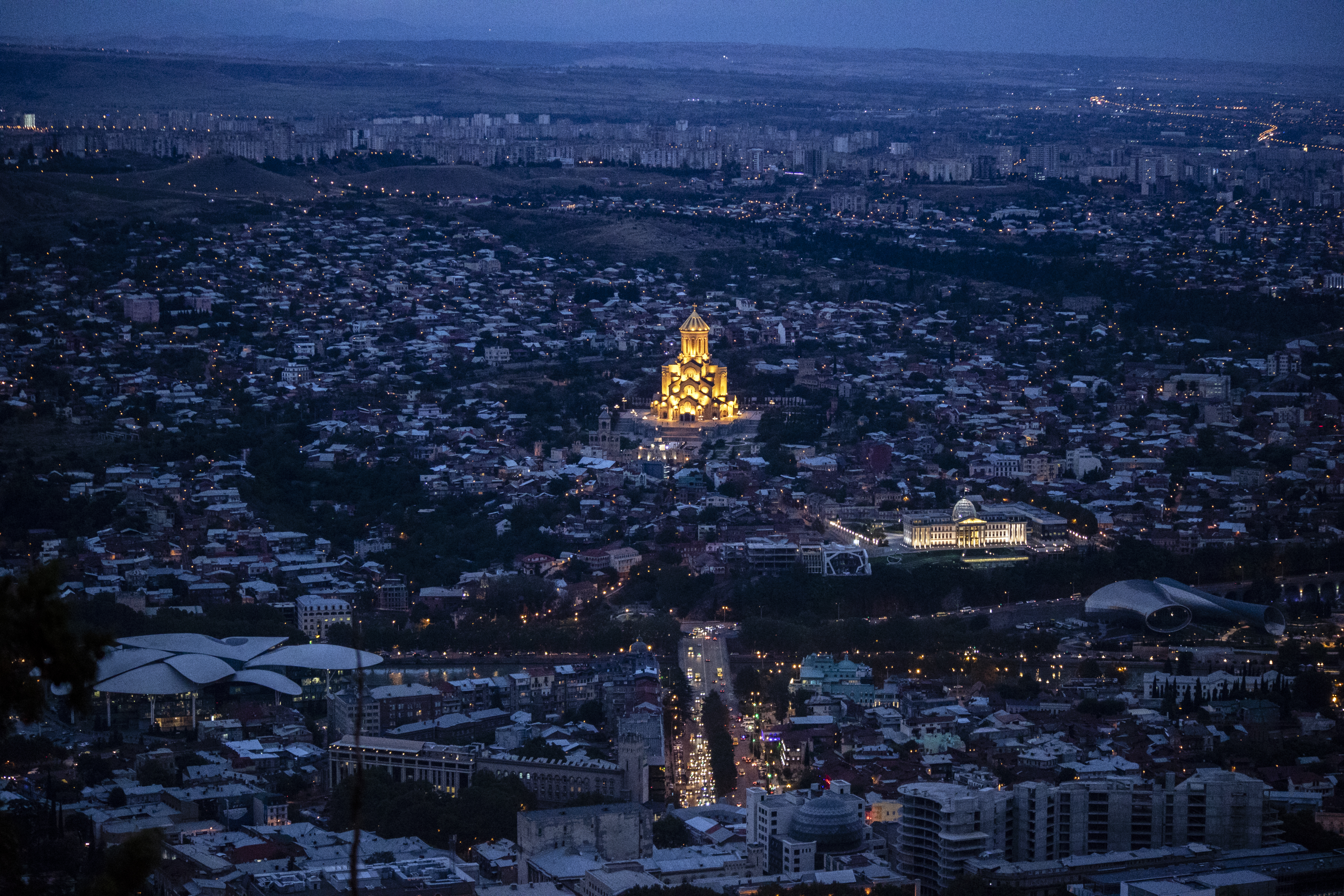
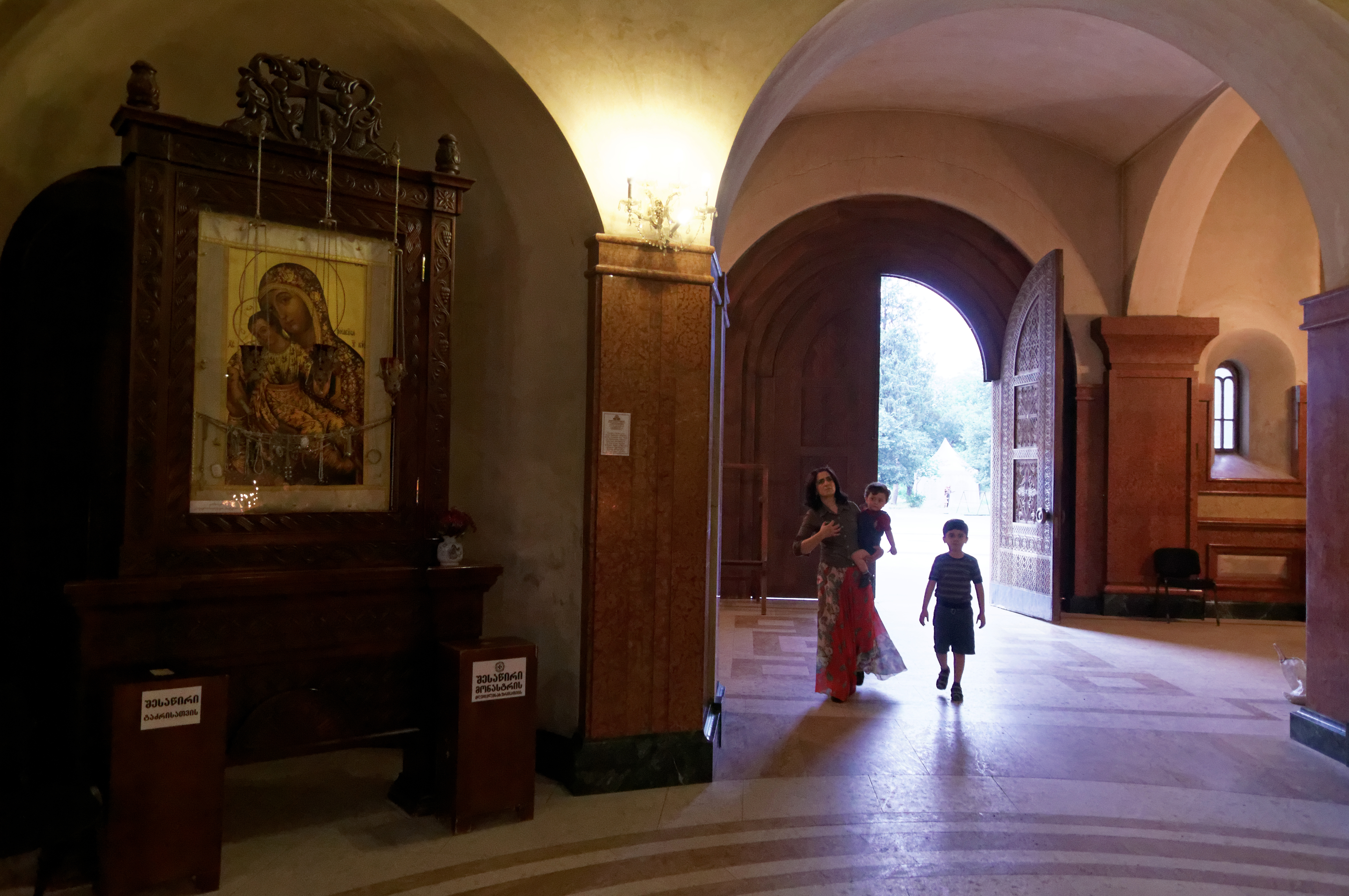
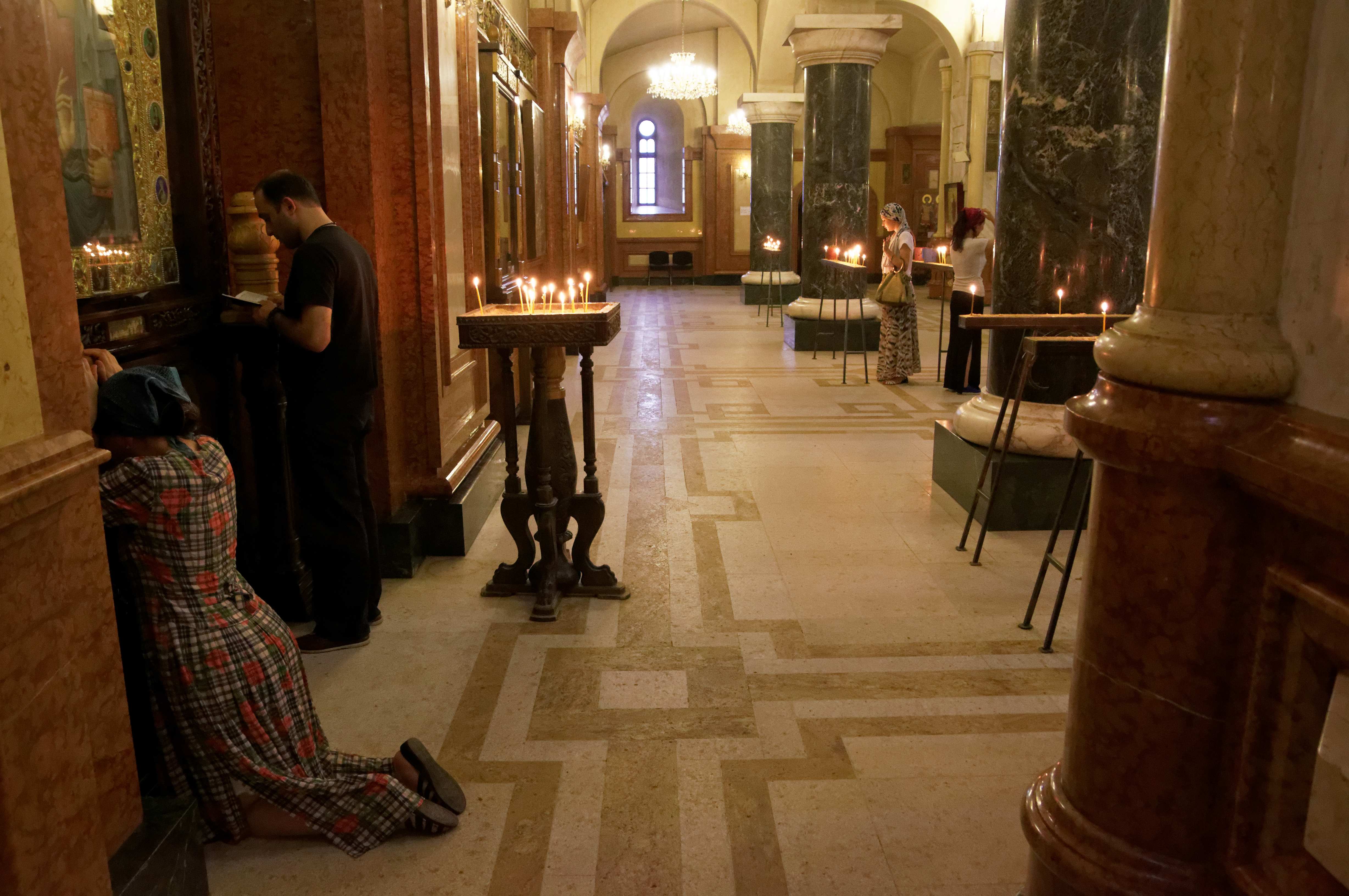
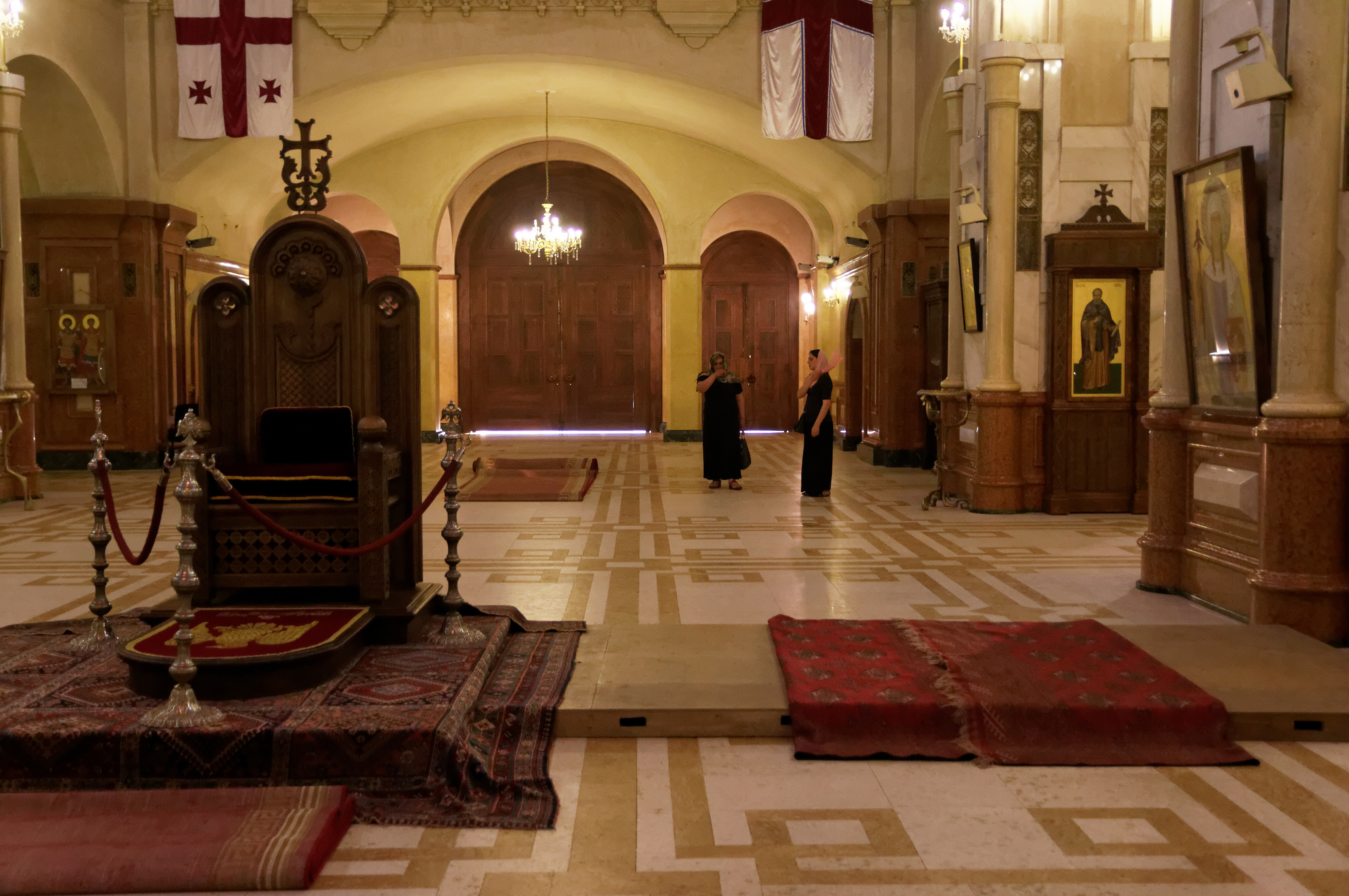
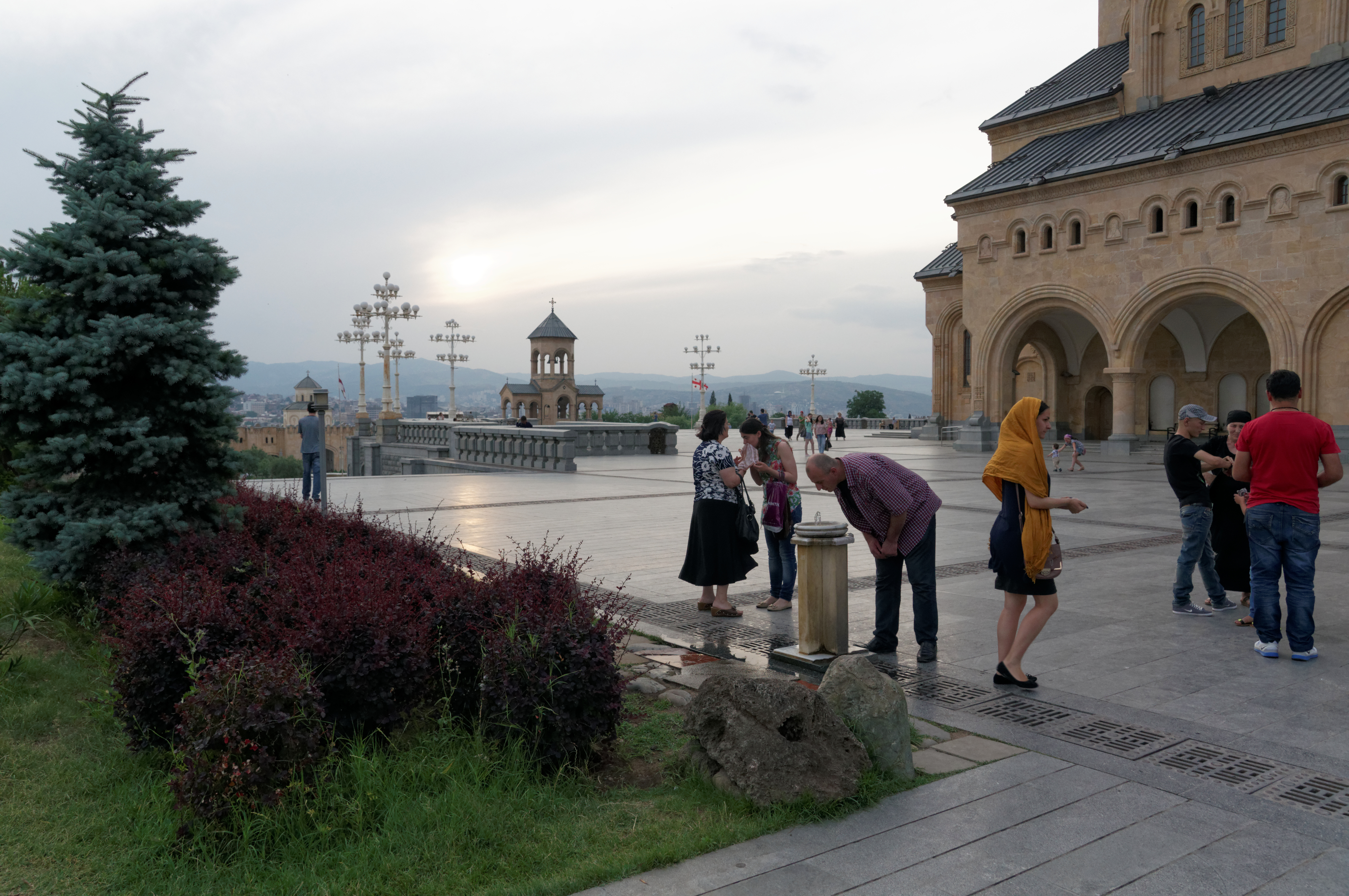
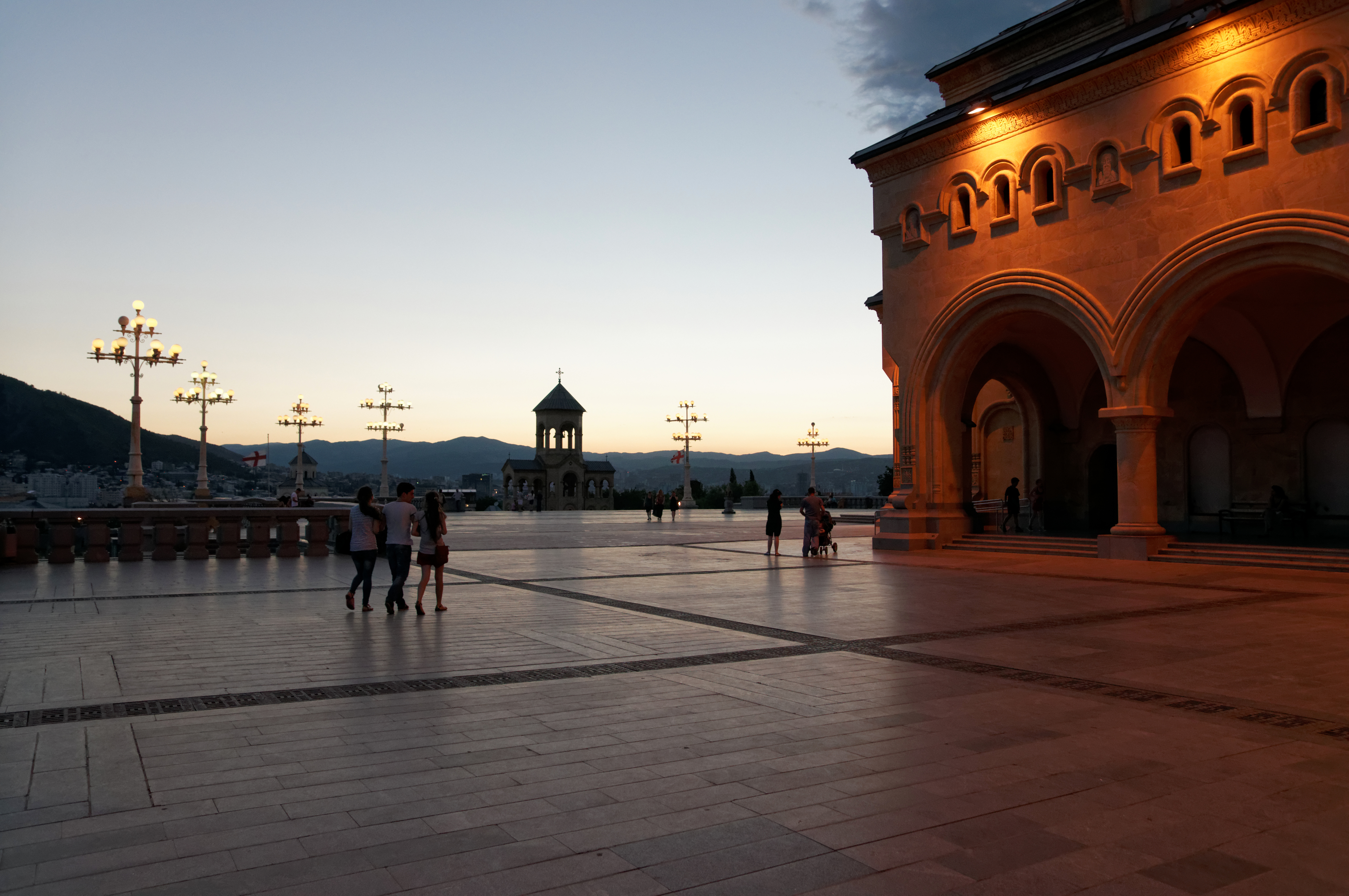
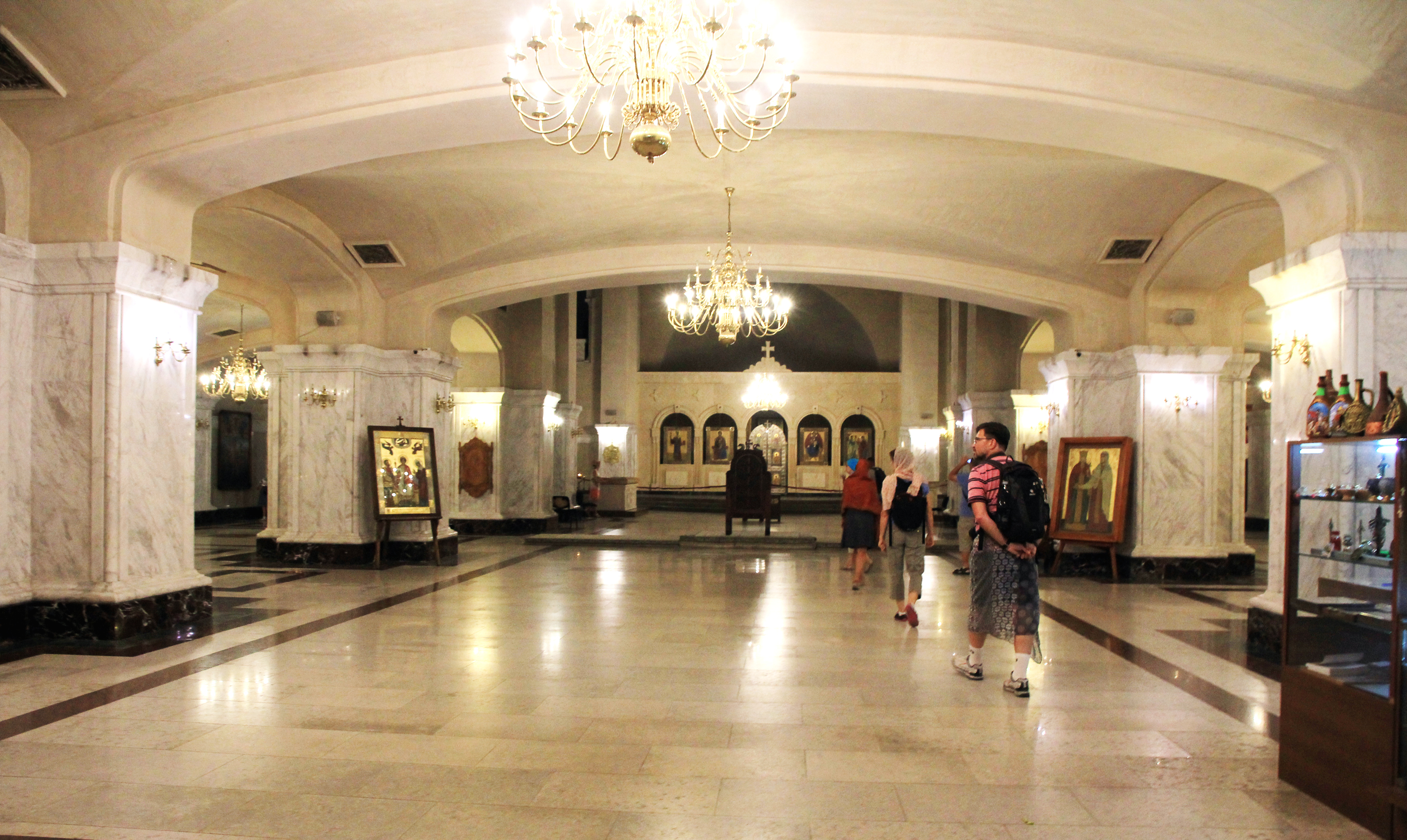
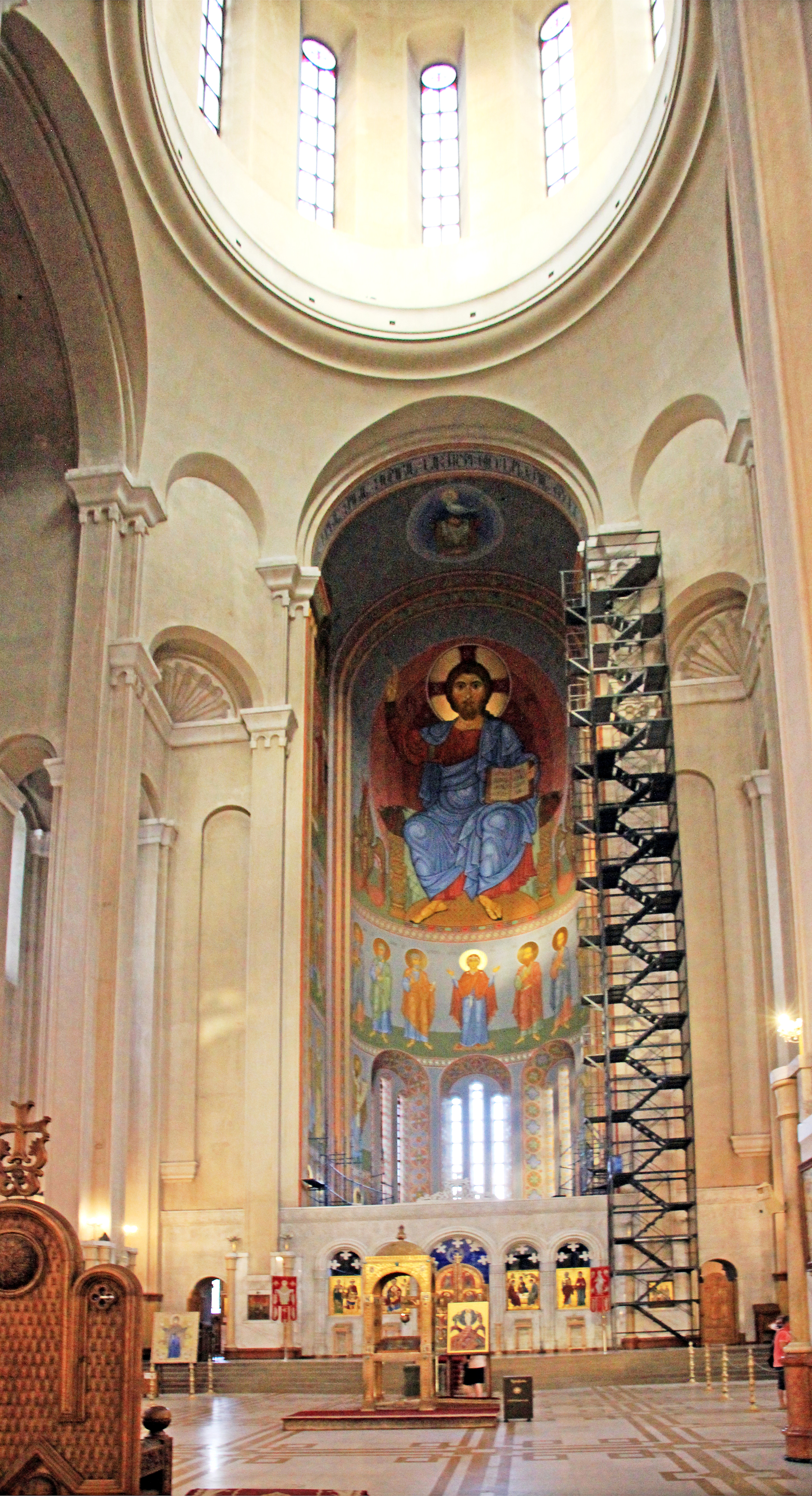
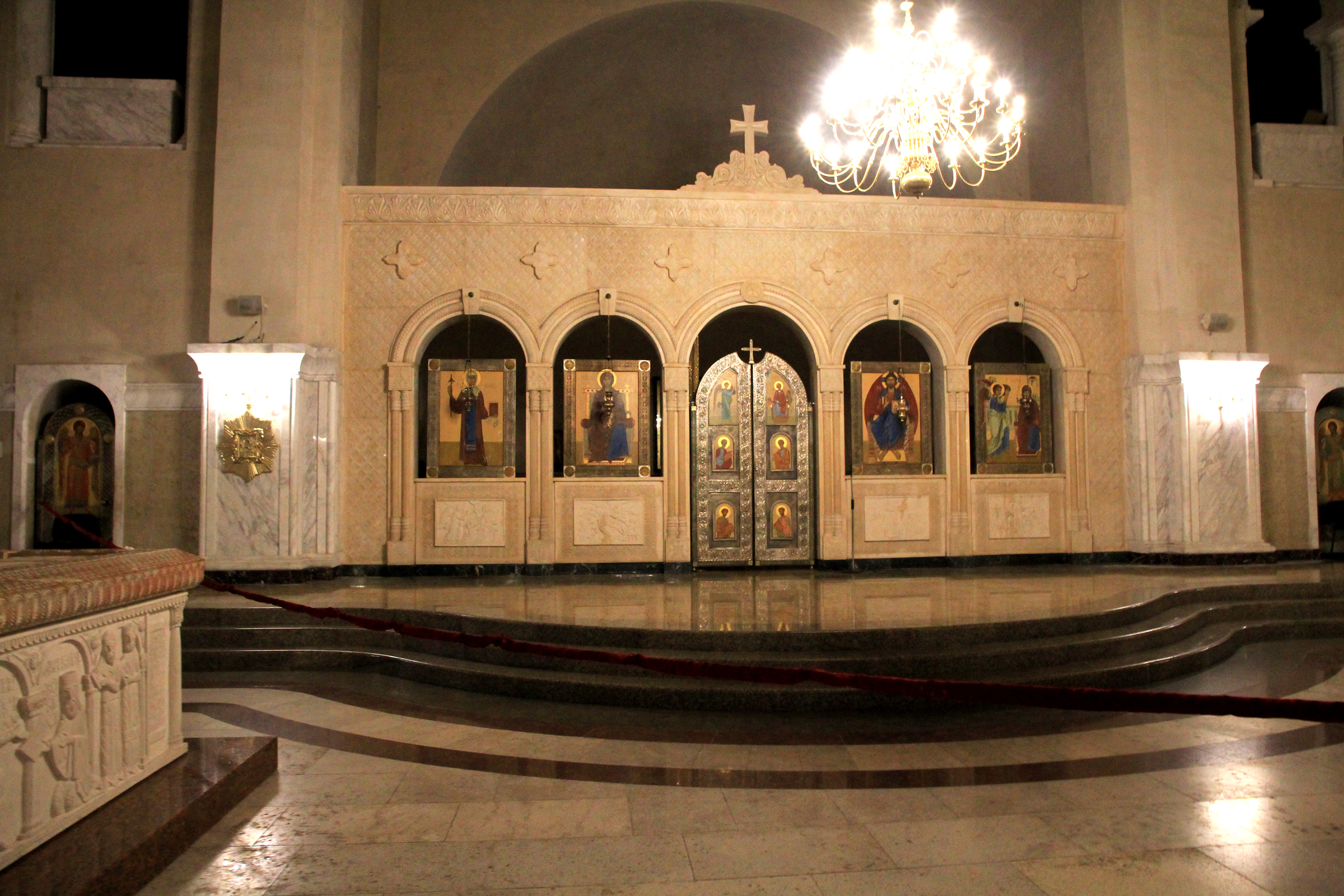